# Niederotterbach
Niederotterbach est une municipalité de la Verbandsgemeinde Bad Bergzabern, dans l'arrondissement de la Route-du-Vin-du-Sud, en Rhénanie-Palatinat, dans l'ouest de l'Allemagne.

## Histoire
À Otterbach dans le Speyergau, l'empereur Otto III a donné ses propriétés locales au monastère de Seltz en 992. Niederotterbach et Oberotterbach doivent leur première mention documentaire à cette donation. Jusqu'au XVIIIe siècle, les deux localités faisaient partie du domaine de Guttenberg.
Dans les années 1930, Niederotterbach a été intégré au district de Bergzabern. Avec la réforme régionale en Rhénanie-Palatinat qui a commencé dans la seconde moitié des années 1960, Niederotterbach a été incorporé au nouveau « district de Landau-Bad Bergzabern » le 7 juin 1969, avec la plupart des communes du district de Bergzabern, lequel a été renommé « district de la Route des Vins du Sud » le 1er janvier 1978.

## Références

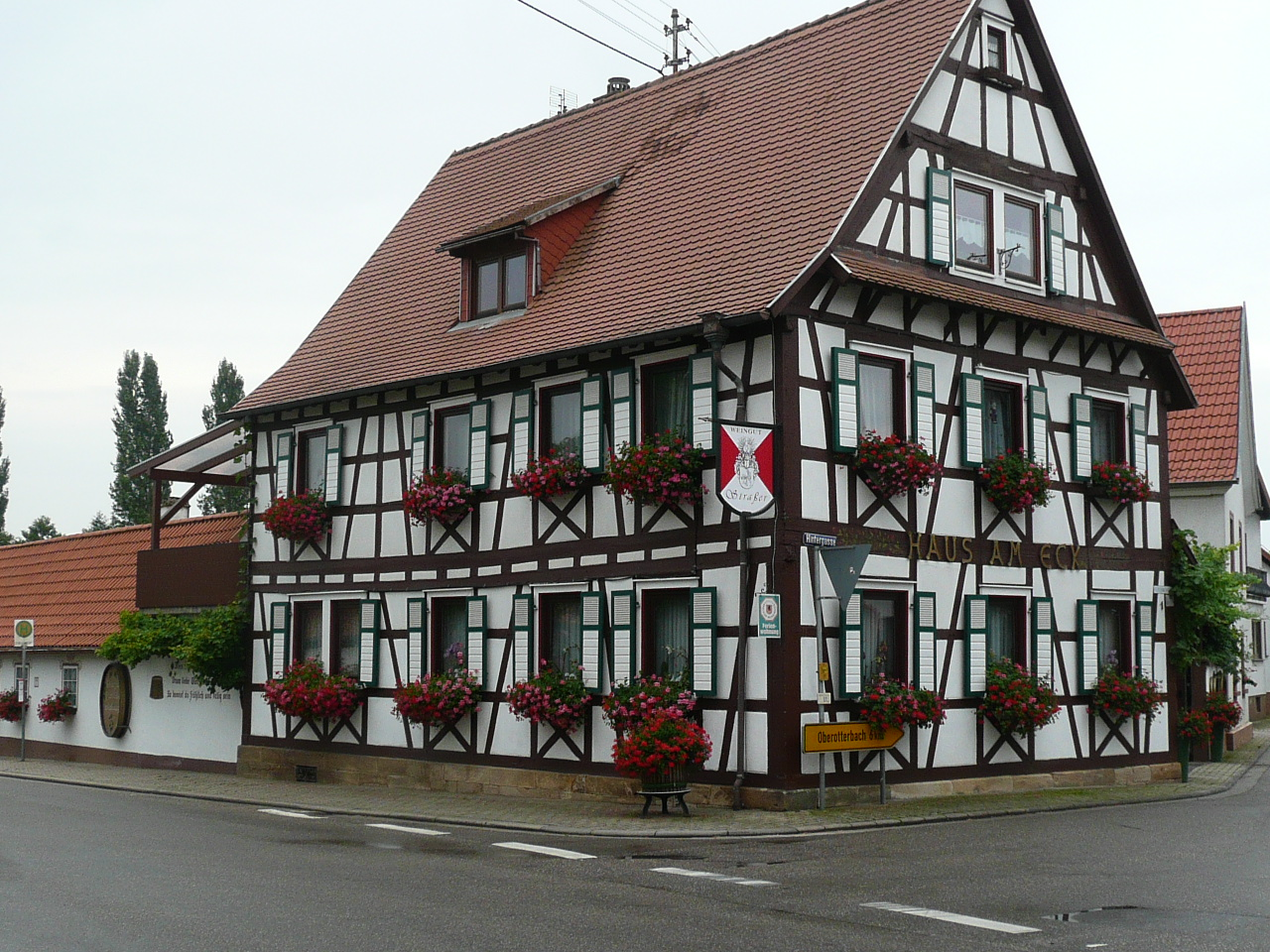
Maison à colombages Haus am Eck